# Cikeusik (Wanasalam)
Cikeusik is een bestuurslaag in het regentschap Lebak van de provincie Banten, Indonesië. Cikeusik telt 2898 inwoners (volkstelling 2010).